# Acrocera sanguinea
Acrocera sanguinea är en tvåvingeart som beskrevs av Johann Wilhelm Meigen 1804. Acrocera sanguinea ingår i släktet Acrocera och familjen kulflugor. Inga underarter finns listade i Catalogue of Life.